# Corea del Sud ai XVIII Giochi olimpici invernali
La Corea del Sud partecipò ai XVIII Giochi olimpici invernali, svoltisi a Nagano, Giappone, dal 7 al 22 febbraio 1998, con una delegazione di 37 atleti impegnati in otto discipline.